# Nouky et ses amis
 (janvier 2010).
 (avril 2019).
Nouky et ses amis est une série télévisée d'animation belge en 26 épisodes de cinq minutes diffusée à partir du 8 septembre 2007 sur Club RTL et TiJi.
Au Québec, elle a été diffusée à partir du 10 septembre 2007 à Télé-Québec.

## Épisodes
1. Nouky découvre les goûts
2. Le reflet de Lola dans le miroir
3. Nouky et Paco s’initient à la musique
4. Le rêve de Nouky
5. Le puzzle de Nouky
6. Nouky est trop gourmand
7. Lola et l’ombre du Zeebnitz
8. De l'eau chaude pour Mademoiselle coccinelle
9. Nouky découvre le jardin
10. Les couleurs du ciel
11. Lola et les gros nuages gris
12. Les joies de la pluie
13. Susie le ver de terre
14. La peinture magique
15. Le bébé du papillon
16. La sieste de Lola
17. Le fou-rire de Nouky
18. Paco et ses jumelles
19. La peur de l'orage
20. Lola se dispute avec ses amis
21. Le repas de l'escargot
22. Le soleil des pirates
23. La pleine lune
24. Un monstre dans le jardin
25. Le code bonbon
26. Le drapeau américain